# Ray Cooney
Ray Cooney CBE (nascut el 30 de maig de 1932 a Londres) és un autor dramàtic, actor i productor anglès. És considerat un dels més grans dramaturgs del país pel que fa a comèdies d'entreteniment. Disset de les seves obres han estat estrenades al West End de Londres. Les seves obres s'han traduït i representat arreu a més de 40 llengües diferents.

## Obra dramàtica

### Teatre
- 1961- (amb Tony Hilton) One for the pot.
- 1964 - Chase me, comrade.
- 1965 - (amb Hugh i Margaret Williams) Charlie Girl.
- 1967 - (amb Tony Hilton) Bang bang Beirut.
- 1968 - (amb John Chapman) My Giddy aunt.
- 1968 - (amb John Chapman) Not now, darling.
- 1971 - (amb John Chapman) Move over, Mrs. Markham.
- 1973 - (amb Gene Stone) Why not stay for breakfast?
- 1975 - (amb John Chapman) There goes the bride.
- 1977 - Elvis.
- 1981 - (amb Royce Ryton) Her Royal Highness.
- 1982 - Run for your wife.
- 1984 - Two into one.
- 1986 - (amb Arne Sultan i Earl Barret) Wife begins at forty.
- 1990 - Out of order.
- 1992 - It runs in the family.
- 1994 - Funny Money.
- 2001 - Caught in the net.
- 2005 - (amb Michael Cooney) Tom, Dick and Harry
- 2005 - Time's up - the musical (música de Chris Walker).
- 2008 - Twice upon a Time (música de Chris Walker).

## Estrenes en català
- 1997. Políticament incorrecte (Out of order). Adaptació de Paco Mir, J. L. Martín i Jordi Galceran. Temporada al Teatre Condal de Barcelona.
- 2001. Diner negre (Funny Money), estrenada al Teatre Borràs de Barcelona.
- 2009. La doble vida d'en John (Caught in The net), protagonitzada per Joan Pera i Lloll Bertran. Estrenada al Teatre Condal de Barcelona.
- 2011. Bojos del bisturí (It runs in the family), dirigida per Àngel Llàcer. Estrenada al Teatre Condal de Barcelona.